# Perceptual load theory
Perceptual load theory (lze přeložit jako „teorie percepční zátěže“) je psychologická teorie pozornosti. Nilli Lavie ji představila v polovině devadesátých let jako možné řešení záležitosti předčasného/pozdního výběru.   Tato debata souvisí s problematikou „ koktejlového večírku “: jak si lidé na koktejlovém večírku vyberou konverzaci, kterou poslouchají, a ostatní zvukové informace ignorují? Modely pozornosti navržené před touto teorií se lišily ve svých návrzích pro bod v proudu zpracování informací, kde dochází k výběru cílové informace, což vedlo k žhavé  debatě o tom, zda k výběru dochází „brzy“ nebo „pozdě“. Na to navazují debaty o tom, do jaké míry jsou rušivé podněty zpracovávány. 

## Historie
Moderní výzkum v oblasti pozornosti začal, když Colin Cherry v roce 1953 vyjádřil „problém s koktejlovou párty“: jak si lidé na koktejlovém večírku vyberou konverzaci, kterou poslouchají, a zbytek ignorují?
Cherry provedl experimenty, ve kterých participanti používali sadu sluchátek k poslechu dvou proudů slov v různých uších a selektivně se staraly pouze o jeden proud; participanti pak byli dotázáni na obsah druhého proudu. Tyto experimenty ukázaly, že participanti přijímají velmi málo informací poskytnutých v proudu, na který se nezaměřují.  
Donald Broadbent použil výsledky tohoto druhu experimentu k vývoji svého filtrového modelu pozornosti, který naznačuje, že lidé zpracovávají informace s omezenou kapacitou, a proto musí být informace vybrány senzorickým filtrem brzy po jejich obdržení. Všechny informace ve filtru, které nejsou přímo obsluhovány, se rozpadnou.  Naproti tomu Deutsch a Deutsch tvrdili, že k tomuto filtrování  irelevantních podnětů dochází v pozdních fázích zpracování: všechny informace jsou zpracovávány na smyslové úrovni, ale sémantický obsah zprávy v bezobslužném uchu nemůže vstoupit do vědomí.
Lavie se pokusila vyřešit debatu o předčasném/pozdním výběru tím, že argumentovala: 
"k časnému i pozdnímu výběru dochází v závislosti na předloženém stimulu."   Představila pojem percepční zátěže a poukázala na složitost fyzických podnětů, zejména podnětů rozptýlených. Například čtverec, obklopený kruhy je scéna s nízkým vnímáním zatížení, zatímco čtverec obklopený mnoha různými tvary má vyšší vnímání zatížení. 

### Klíčové předpoklady
Teorie vnímání zátěže činí tři hlavní předpoklady: 
1. Kapacita pozornosti je omezená;
2. Podněty související s úkoly jsou zpracovány před podněty bez úlohy;
3. Musí být použity všechny zdroje pozornosti.

Pokud tedy stimul související s daným úkolem použije všechny zdroje pozornosti, nebude zpracován žádný z nepodstatných stimulů (rozptylovačů). U úkolů s vysokým zatížením jsou zdroje pozornosti cíle vyčerpány rychleji než v úkolu s nízkým zatížením. Cíl bude proto vybrán dříve a distraktory budou rychle odfiltrovány. V úkolu s nízkým zatížením bude zpracováno více distraktorů, protože zdroje pozornosti nebyly vyčerpány a filtrační krok nastane později. V situaci s nízkým zatížením budou distraktory vnímány a budou potenciálně způsobovat rušení.     
V tomto modelu dochází k výběru jak v raných fázích zpracování (stav vysokého zatížení), tak v pozdních fázích (stav nízkého zatížení). 

## Kritika

### Distraktorová odchylka
Alternativní teorie navrhovaná vysvětlit Lavie výsledky je "distractor salience".  Tato teorie argumentuje, že "salience" nebo "prominence" rozptylovače jsou primárním faktorem způsobujícím rozptylování, spíše než celkovou zátěž. 

### Pozorné přiblížení
Druhým alternativním vysvětlením výsledků Lavie je zvětšení pozornosti, které naznačuje, že zjevný rozdíl mezi podmínkami vysokého zatížení a nízkého zatížení není způsoben celkovým zatížením, ale spíše stupněm lokalizace oblasti pozornosti účastníka.    Pozornost teorie zvětšení navrhuje, aby účastníci mohli zpracovávat distraktory, které jsou v jejich pozorném zaměření. Když je člověk veden k tomu, aby dával málo pozor, distraktory vypadnou mimo ohnisko, je zde vidět minimální zpracování distraktorů a interference.  Větší pozornost, která zahrnuje distraktory, vede k vyšší úrovni inference. 

### Zaostření versus účinnost
Lavie PhD vedoucí, Yehoshua Tsal, hlavní autor v původním článku,  publikoval kritickou revizi teorie vnímání zátěže v roce 2013 s Hannou Benoni.  Přezkum původních výsledků argumentuje, že teorie vnímání zátěže byla chybně vymyšlena jako hybridní řešení předčasného výběru versus pozdní výběrová debata, a že je to místo toho model předčasného výběru: výběr nastane, protože pozornost je nezbytná pro sémantické zpracování a rozdíl mezi vysokým zatížením a podmínky nízkého zatížení jsou výsledkem skutečnosti, že výběr je účinný v podmínkách vysokého zatížení, ale neefektivní v podmínkách nízkého zatížení. Benoni a Tsal tvrdí, že teorie vnímání zátěže si zaslouží uznání nejen za návrh hybridního modelu pozornosti, ale za přesunutí zaměření z místa pozornosti výběru na důležitější otázku účinnosti výběru pozornosti. 
Benoni a Tsal také tvrdí, že povaha vnímání zátěže nebyla nikdy přesně definována, což vedlo ke kruhové charakterizaci zátěže a analýze výsledků rozdílů v zátěži. 